# 尼古拉·亚历山德罗维奇·米哈伊洛夫
尼古拉·亚历山德罗维奇·米哈伊洛夫（羅馬化：Nikolay Aleksandrovich Mikhaylov；1906年9月27日（10月10日）—1982年5月25日），苏联党和国家领导人，他是苏共中央主席团委员、全联盟共产党（布尔什维克）中央组织局委员、苏联共产党中央委员会书记处书记。

## 生平
1906年，生于莫斯科市的工人家庭。1922年，开始当工人。1924年，进镰刀锤子工厂。1930年，加入苏联共产党。1933年，负责党和新闻工作。1935年，毕业于莫斯科大学新闻系三年专业训练班。1937年，任《共青团真理报》责任编辑。1938年，任苏联列宁共产主义青年团中央委员会第一书记。
1939年，为党中央委员、全联盟共产党（布尔什维克）中央组织局委员。1952年，为党中央主席团委员、苏共中央书记处成员，苏共中央宣传鼓动部部长。1953年，任苏共莫斯科州委第一书记。1954年，任苏联驻波兰大使。1955年，任苏联文化部部长。1960年，任苏联驻印尼大使。1965年，任苏联部长会议报刊委员会主席。1970年，退休。1982年，去世。